# کاووسکیه
کاووسکیه (به لهستانی:  Kałuskie) یک روستا در لهستان است که در گمینا ژلخوو واقع شده‌است.